# N-甲基嗎啉-N-氧化物
N-甲基吗啉-N-氧化物，別名為NMO或NMMO，是一种有机化合物。这种杂环氧化胺和吗啉衍生物在有机化学中可作為數種氧化反应，如四氧化锇氧化和夏普莱斯不对称双羟基化反应或与高钌酸四正丙基铵氧化中作為共氧化剂和牺牲催化剂。  NMO可以其一水合物和无水化合物的形式商售。NMMO的一水合物在莱赛尔工艺中用作纤维素的溶剂以生产纤维素纤维。

## 用途

### 纤维素溶剂
NMMO一水合物在莱赛尔製備過程中作為溶剂以生产莱赛尔纤维。 其能溶解纤维素以形成称为「涂料 (英語：dope)」的溶液，然后将纤维素NMMO溶液倒入水浴中重新沉淀以产生纤维。该製備过程類似于嫘縈的合成过程但也非完全相同。在嫘縈合成過程中，纤维素通过转化为其黄原酸盐衍生物而变得可溶。而在莱赛尔製備過程使用NMMO做溶劑時，纤维素不会發生官能基的變化，而是会在其中溶解得到均相的聚合物溶液。所產生的再生纤维类似于嫘縈，也類似大鳞栎纤维素微纤维。用水稀释纤维素的NMMO溶液会导致纤维素再沉淀，意即纤维素与NMMO的溶剂化產物對水敏感。 
纤维素因为具有强大且高度结构化的分子间氢键网络，不溶于大多数常见溶剂。 而NMMO能够破坏使纤维素不溶于水和其他溶剂，如氯化锂在二甲基乙酰胺和一些亲水性离子液体中含纖維素所形成混合物的氢键网络。

### 硬化蛋白的溶解
NMMO的另一个用途是溶解存在于动物组织中的硬蛋白。这种溶解发生在更均匀，其中含有甘氨酸和丙氨酸残基以及少量其他残基的晶体区域。研究NMMO如何溶解这些蛋白质的反應機構很少。然而，已经在类似的酰胺系统（如六肽）中进行了其他研究，並且得知酰胺的氢键也可以被NMMO破坏。 

## 作為氧化劑

用四氧化锇(0.06當量) 和 NMO (1.2 當量) 在丙酮/水 5:1 室溫中經12 小时氧化烯烃。

NMO是一种氧化胺，可做為一种氧化剂。它通常以化学计量的當量數加入以作為辅助氧化剂（共氧化剂），以在初级（催化）氧化剂被底物还原后再生。例如，邻位顺式二羟基化反应在理论上需要化学计量量的有毒、挥发性和昂贵的四氧化锇，但如果用 NMO 连续再生四氧化鋨，四氧化鋨所需的量可以减少到催化量。